# Bolszoj Kieltiej
Bolszoj Kieltiej (ros. Большой Кельтей) – wieś (dieriewnia) w Rosji, w Baszkortostanie, w rejonie kałtasińskim. W 2010 liczyła 759 mieszkańców, głównie Maryjczyków.